# Úrvalsdeild kvenna 2014
La Úrvalsdeild kvenna 2014, indicata ufficialmente Pepsi deild kvenna 2014 per ragioni di sponsorizzazione, è stata la 44ª edizione della massima divisione del campionato islandese femminile di calcio.
Il campionato è stato vinto dallo Stjarnan, per la terza volta nella sua storia sportiva, la seconda consecutiva dopo il titolo 2013, totalizzando 49 punti, frutto di 16 vittorie un pareggio e una sconfitta.

## Stagione

### Novità
Dalla Úrvalsdeild kvenna 2013 erano stati retrocessi lo HK/Víkingur e il Þróttur, mentre dalla 1. deild kvenna erano stati promossi il Fylkir e l'ÍA Akranes, rispettivamente primo e secondo classificato.

### Formula
Le dieci squadre partecipanti si sono affrontate in un girone all'italiana con partite di andata e ritorno per un totale di 18 giornate. La prima classificata è campione d'Islanda ed è ammessa alla UEFA Women's Champions League 2015-2016. Le ultime due classificate sono retrocesse in 1. deild kvenna.

## Squadre partecipanti
| Club             | Città          | Stadio             | Stagione precedente         |
| ---------------- | -------------- | ------------------ | --------------------------- |
| Afturelding      | Mosfellsbær    | N1-völlurinn Varmá | 8º posto in Úrvalsdeild     |
| Breiðablik       | Kópavogur      | Kópavogsvöllur     | 5º posto in Úrvalsdeild     |
| FH Hafnarfjarðar | Hafnarfjörður  | Kaplakrikavöllur   | 7º posto in Úrvalsdeild     |
| Fylkir           | Reykjavík      | Fylkisvöllur       | 1º posto in 1. deild kvenna |
| ÍA Akranes       | Akranes        | Norðurálsvöllurinn | 2º posto in 1. deild kvenna |
| ÍBV Vestmannæyja | Vestmannaeyjar | Hásteinsvöllur     | 3º posto in Úrvalsdeild     |
| Selfoss          | Selfoss        | Jáverk-völlurinn   | 6º posto in Úrvalsdeild     |
| Stjarnan         | Garðabær       | Samsung völlurinn  | Campione d'Islanda          |
| Þór/KA           | Akureyri       | Thórsvöllur        | 4º posto in Úrvalsdeild     |
| Valur            | Reykjavík      | Valsvöllur         | 2º posto in Úrvalsdeild     |

## Classifica finale
Fonte: sito ufficiale.
|                    | Pos. | Squadra          | Pt | G  | V  | N | P  | GF | GS | DR  |
| ------------------ | ---- | ---------------- | -- | -- | -- | - | -- | -- | -- | --- |
| Islanda (bandiera) | 1.   | Stjarnan         | 49 | 18 | 16 | 1 | 1  | 58 | 10 | +48 |
|                    | 2.   | Breiðablik       | 41 | 18 | 13 | 2 | 3  | 54 | 18 | +36 |
|                    | 3.   | Þór/KA           | 33 | 18 | 10 | 3 | 5  | 28 | 24 | +4  |
|                    | 4.   | Selfoss          | 30 | 18 | 9  | 3 | 6  | 40 | 27 | +13 |
|                    | 5.   | Fylkir           | 29 | 18 | 9  | 2 | 7  | 18 | 20 | -2  |
|                    | 6.   | ÍBV Vestmannæyja | 28 | 18 | 9  | 1 | 8  | 45 | 28 | +17 |
|                    | 7.   | Valur            | 23 | 18 | 6  | 5 | 7  | 30 | 29 | +1  |
|                    | 8.   | Afturelding      | 13 | 18 | 4  | 1 | 13 | 17 | 48 | -31 |
|                    | 9.   | FH Hafnarfjarðar | 12 | 18 | 3  | 3 | 12 | 18 | 67 | -49 |
|                    | 10.  | ÍA Akranes       | 1  | 18 | 0  | 1 | 17 | 10 | 47 | -37 |

Legenda:
      Campione d'Islanda e ammesso in UEFA Women's Champions League 2015-2016.
      Retrocesso in 1. deild kvenna.
Note:
Tre punti a vittoria, uno a pareggio, zero a sconfitta.
A parità di punti:
- Squadre classificate con la differenza reti;
- Maggior numero di gol realizzati;
- Punti negli scontri diretti;
- Differenza reti negli scontri diretti;
- Maggior numero di gol realizzati in trasferta negli scontri diretti.

## Risultati

### Tabellone
|                  | Aft  | Bre  | FH   | Fyl  | ÍA   | ÍBV  | Sel  | Stj  | Tór  | Val  |
| ---------------- | ---- | ---- | ---- | ---- | ---- | ---- | ---- | ---- | ---- | ---- |
| Afturelding      | –––– | 3-4  | 1-3  | 2-0  | 4-1  | 0-4  | 0-3  | 0-4  | 0-1  | 1-2  |
| Breiðablik       | 4-0  | –––– | 13-0 | 4-0  | 3-1  | 4-2  | 2-3  | 1-0  | 5-1  | 1-0  |
| FH Hafnarfjarðar | 0-1  | 1-6  | –––– | 1-3  | 2-0  | 1-4  | 1-4  | 0-4  | 0-1  | 0-0  |
| Fylkir           | 1-0  | 0-0  | 3-0  | –––– | 1-0  | 3-0  | 0-2  | 1-3  | 0-1  | 2-0  |
| ÍA Akranes       | 0-3  | 0-1  | 3-3  | 0-1  | –––– | 0-3  | 0-1  | 1-2  | 2-3  | 0-3  |
| ÍBV Vestmannæyja | 8-0  | 2-2  | 6-0  | 0-1  | 5-0  | –––– | 0-3  | 0-4  | 5-0  | 1-2  |
| Selfoss          | 1-1  | 1-2  | 2-2  | 4-0  | 3-1  | 1-2  | –––– | 3-5  | 2-3  | 2-2  |
| Stjarnan         | 3-0  | 1-0  | 6-0  | 3-0  | 5-0  | 4-0  | 3-1  | –––– | 2-1  | 7-2  |
| Þór/KA           | 2-1  | 0-1  | 8-1  | 0-0  | 1-0  | 2-0  | 2-1  | 0-2  | –––– | 1-1  |
| Valur            | 7-0  | 3-1  | 2-3  | 0-2  | 3-1  | 1-3  | 1-3  | 0-0  | 1-1  | –––– |

## Statistiche

### Classifica marcatrici
Statistiche tratte dal sito ufficiale ksi.is e soccerway.com
| Gol | Rigori |  | Giocatore                     | Squadra          |
| --- | ------ |  | ----------------------------- | ---------------- |
| 27  | 4      |  | Harpa Þorsteinsdóttir         | Stjarnan         |
| 12  | 0      |  | Shaneka Gordon                | ÍBV Vestmannæyja |
| 12  | 1      |  | Fanndís Friðriksdóttir        | Breiðablik       |
| 12  | 0      |  | Guðmunda Brynja Óladóttir     | Selfoss          |
| 11  | 0      |  | Telma Hjaltalín Þrastardóttir | Breiðablik       |